# Viện Đại học Đà Lạt

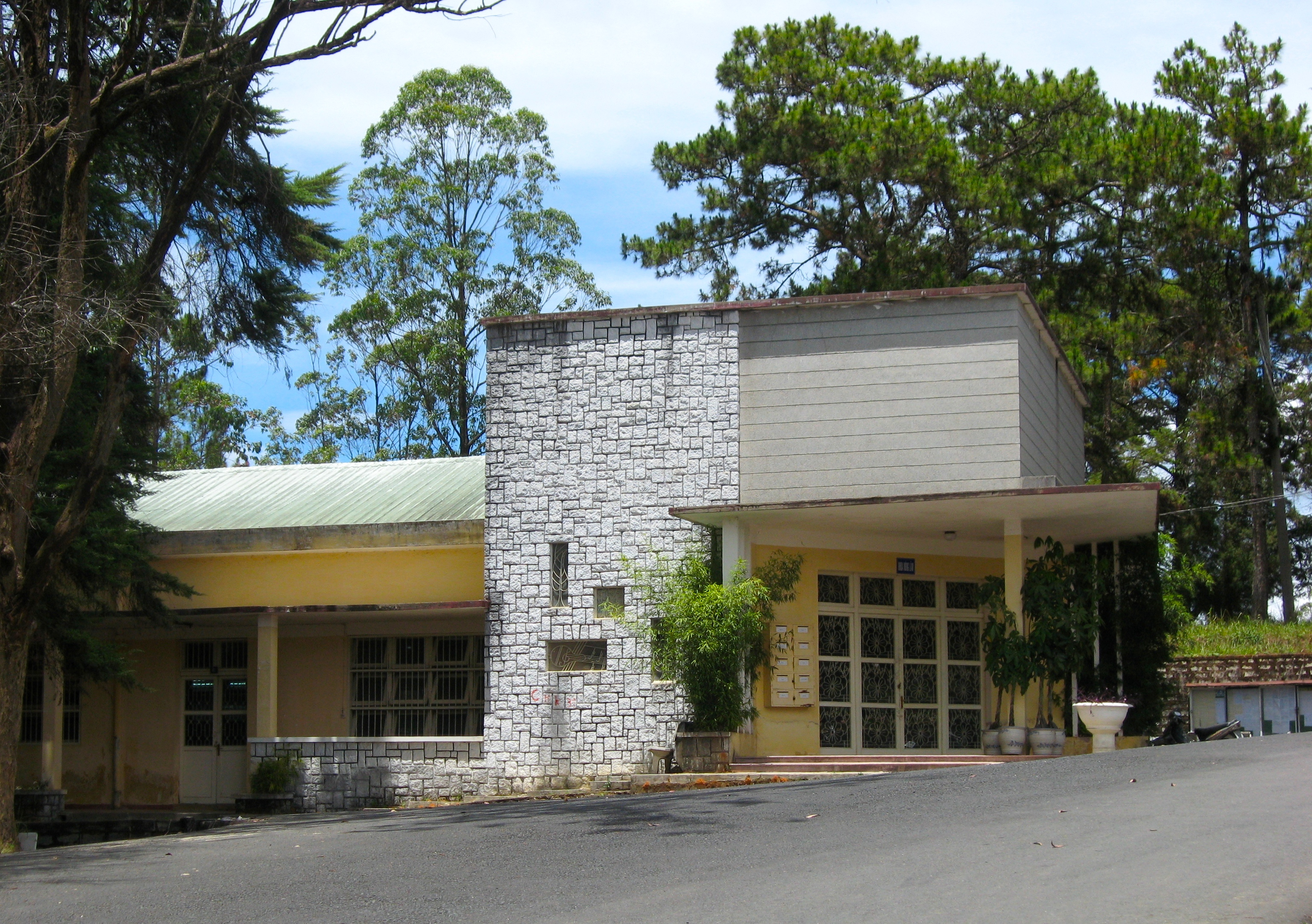
Thư viện, Viện Đại học Đà Lạt mang nét kiến trúc thập niên 1950-1960

Viện Đại học Đà Lạt là một viện đại học tư thục dưới sự điều hành của Giáo hội Công giáo Việt Nam ở thành phố Đà Lạt, được thành lập vào năm 1957 dưới chính quyền Việt Nam Cộng hoà. Năm 1975, dưới chính quyền mới, viện đại học này bị giải thể. Cơ sở của Viện Đại học Đà Lạt ngày nay là Trường Đại học Đà Lạt, một trường thành lập năm 1976 và hoạt động đến ngày nay.

## Lịch sử

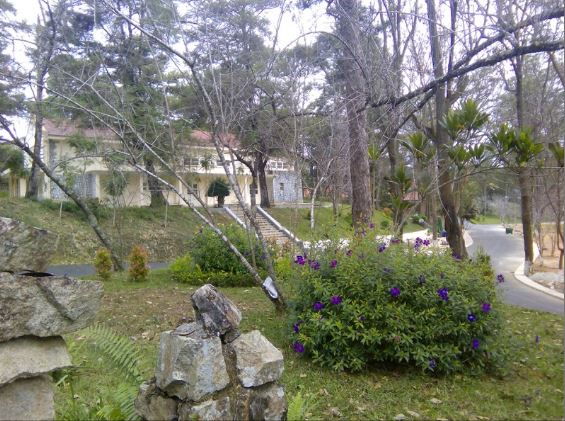
Giảng đường Spellman, nhìn từ xa

Viện Đại học Đà Lạt được thành lập ngày 8 Tháng Tám năm 1957 thời Đệ Nhất Cộng hòa Việt Nam và bắt đầu hoạt động từ năm 1958 với 5 trường: Sư phạm, Văn khoa, Khoa học, Chính trị-Kinh doanh, và Thần học. Địa điểm của trường là trại Thiếu sinh Quân cũ, tức Camp Robert của Quân đội Pháp mà chính phủ Đệ Nhất Cộng hòa Việt Nam tiếp thu và nhượng lại cho Viện Đại học Đà Lạt với giá tượng trưng 1 đồng bạc Việt Nam. Về học thuật, Viện Đại học Đà Lạt được biết đến với các chuyên ngành khoa học xã hội và nhân văn như Ngữ văn, Lịch sử, Triết học, Ngoại ngữ, nổi tiếng nhất là Trường Chính trị Kinh doanh (với hai phân khoa: Chính trị Xã hội và Quản trị Kinh doanh).

### Tổ chức
Đứng quản lý Viện Đại học là Hội Đại học Đà Lạt (trong đó có Hội đồng Giám mục Việt Nam), một tổ chức pháp lý để thâu lợi nhuận, kinh tài và phát triển Viện Đại học. Hoạt động của Hội gồm việc thương lượng với chính phủ để tài trợ, vay mượn. Ngoài ra Hội còn sở hữu bất động sản như một số đồn điền cao su và thương xá lớn ở Sài Gòn. Tuy là một cơ sở giáo dục thuộc Giáo hội Công giáo, Viện Đại học Đà Lạt không chủ trương gây dựng nền giáo dục theo sát quan điểm của Giáo hội. Số giảng viên theo đạo ít hơn 25% và sinh viên Công giáo chỉ chiếm tỷ lệ khoảng 30%.

### Trường sở

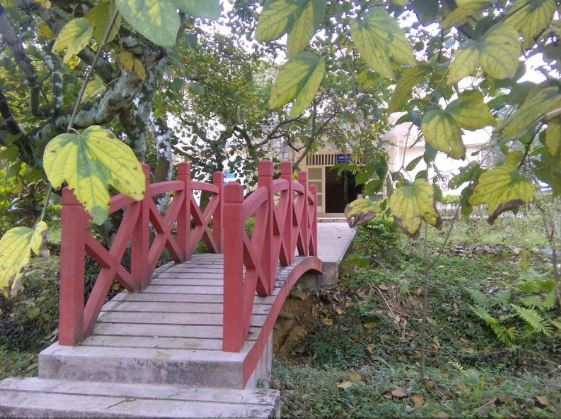
Chiếc cầu nhỏ dẫn vào Giảng đường Minh Thành

Viện Đại học Đà Lạt tọa lạc trên ba ngọn đồi, mang tên A, B và C. Khu vực A (Đường Phủ Đổng Thiên Vương) rộng gần 40 hecta là khu chính. Các tòa nhà được dùng làm giảng đường và cơ sở hành chính mang tên Minh Thành, Tri Nhất, Thụ Nhân, Thượng Chí, Đôn Hóa với hàm ý giáo dục dẫn ý từ Tứ thư, Ngũ kinh của Nho học cổ điển. Khu B (đường Thông thiên học) có chủng viện Minh Hòa và ký túc xá Rạng Đông. Khu C (đường Vạn Kiếp) là cư xá nhân viên và ban giảng huấn.

## Sinh hoạt văn nghệ

### Kịch Thụ Nhân
Từ nỗ lực của những sinh viên yêu kịch nghệ như Lê Cung Bắc, Phạm Thùy Nhân, đoàn kịch Thụ Nhân ra đời trong thập niên 1970, gây tiếng vang trong giới sinh viên khi thể hiện trên sân khấu những tác phẩm của Vũ Khắc Khoan như Thành Cát Tư Hãn, Những người không chịu chết, Ga xép...

### Ấn phẩm
Viện Đại học Đà Lạt phát hành hai tạp chí chuyên môn: Tri thức và Sử địa.

## Những nhân vật
| Số liệu sinh viên theo học Viện Đại học Đà Lạt | Số liệu sinh viên theo học Viện Đại học Đà Lạt |
| Niên học                                       | Số sinh viên                                   |
| ---------------------------------------------- | ---------------------------------------------- |
| 1958-59                                        | 49                                             |
| 1959-60                                        | 187                                            |
| 1960-61                                        | 316                                            |
| 1961-62                                        | 426                                            |
| 1962-63                                        | 459                                            |
| 1963-64                                        | 444                                            |
| 1964-65                                        | 1.515                                          |
| 1965-66                                        | 1.322                                          |
| 1966-67                                        | 1.660                                          |
| 1967-68                                        | 2.453                                          |
| 1968-69                                        | 2.664                                          |
| 1969-70                                        | 2.498                                          |

Danh sách viện trưởng:
- Tổng giám mục Phêrô Máctinô Ngô Đình Thục (1897-1984): 1957- 1961
- Đức ông Simon Nguyễn Văn Lập (1911-2001): 1961-1970
- Linh mục Phanxicô Xaviê Lê Văn Lý (1913-1992): 1970-1975

Một số giáo sư tiêu biểu từng giảng dạy tại Viện Đại học Đà Lạt:
- Vương Văn Bắc: Tổng trưởng Ngoại giao, giáo sư chính trị học
- Linh mục Đa Minh Lương Kim Định, giáo sư triết học Phương Đông

### Cựu sinh viên
Một số cựu sinh viên Viện Đại học Đà Lạt đã thành danh trong những lĩnh vực khác nhau:
- Nguyễn Đức Quang, nhạc sĩ, sáng lập Phong trào Du ca Việt Nam; cựu sinh viên khóa 1, Trường Chính trị Kinh doanh.
- Trần Bảo Định, nhà nghiên cứu, nhà văn, tác giả "Lời má năm xưa" SGK Ngữ văn 10 (Bộ SGK Chân trời sáng tạo); cựu sinh viên Đại học Văn Khoa.
- Lê Cung Bắc, diễn viên, đạo diễn điện ảnh; cựu sinh viên Trường Chính trị Kinh doanh.[9]
- Nguyễn Xuân Hoàng, nhà văn, cựu sinh viên Văn khoa, Đại học Sư phạm.
- Phạm Thùy Nhân, nhà biên kịch; cựu sinh viên Văn khoa.[10]
- Lê Mạnh Thát (Thượng tọa Thích Trí Siêu), Giáo sư, tiến sĩ, sử gia, thiền sư; cựu sinh viên ngành triết học.
- Lê Thị Diệu Hương nhạc sĩ, cựu sinh viên khóa 10 QTKD, Trường Chính trị Kinh doanh.
- Johnathan Hạnh Nguyễn, doanh nhân, cựu sinh viên khóa 6 QTKD, Trường Chính trị Kinh doanh.[cần dẫn nguồn]